# 沿岸巴士
沿岸巴士株式會社（日语：／）是一家總公司設於日本北海道苫前郡羽幌町的客運業者。

## 概要
主要營業區域是北海道留萌振興局、宗谷綜合振興局、石狩振興局和空知綜合振興局

## 路線

### 長途巴士路線

#### 特急「羽幌」號
有經由高速公路的直達班次和經由一般道的經由增毛班次。
- 直達班次（經由道央自動車道、深川留萌自動車道）
  - 札幌車站客運總站 - （留萌）元川町 - 小平中央 - （羽幌）本社轉運站 - 遠別營業處 - 幌延十字街 - 豐富營業處
- 經由增毛班次
  - 札幌車站客運總站 - 厚田支所 - 濱益 - 增毛轉運站 - 留萌車站 - 小平中央 - 本社轉運站

### 郊外巴士路線

#### 留萌旭川線
- 留萌十字街 - 留萌車站前 - 幌糠 -（峠下分歧點）- 碧水 - 秩父別公所 - 深川十字街 -（音江分歧點）-（神居古潭） - 高砂台入口 - 旭川車站前
  - （ ）的公車站是不停靠快速班次。

#### 留萌峠下線
- 留萌十字街 - 留萌車站前 - 留萌高校 - 幌糠 - 峠下分歧點

#### 留萌別苅線
- 留萌市立醫院 - 留萌車站前 - 留萌十字街 - 舎熊郵局前 - 舊增毛車站前 - 增毛轉運站 - 大別苅

#### 別苅雄冬線
- 大別苅 -  岩尾港 - 雄冬

#### 留萌豐富線
包含區間車
- 豐富車站 - 豐富溫泉 - 幌延車站- 天鹽 - 遠別 - 初山別北原野 - 初山別 - 本社轉運站 - 羽幌轉運站 - 苫前上町 - 鬼鹿3區  - 小平中央 - 留萌市立醫院 - 留萌車站前 - 留萌十字街

#### 古丹別線
- 羽幌轉運站 - 苫前上町 - 苫前下町 - 上平 - 苫前高校 - 古丹別
- 上平 - 苫前高校 - 古丹別

#### 其他的路線

##### 上遠別線
- 遠別營業處 - 遠別 - 30號

##### 遠別清川線
- 遠別營業處 - 遠別 - 第2啓明 - 清川3丁目
  - 上遠別線和遠別清川線是預約制運行、前天17點之前在遠別營業處沒有預約的情況下是停開。

##### 天鹽更岸線
- 天鹽高校 - 天鹽 - 天鹽中学 - 更岸中央 - 乙和園

##### 佐呂別線
- 豐富車站 - 原生花園 - 稚咲內第2

## 資料來源
1. ↑  沿岸バス「高速乗合バス 特急はぼろ号」[永久]

## 外部連結
- 沿岸巴士官方網站 Archive.today的存檔，存档日期2010-04-01
- 沿岸バス的X（前Twitter）
- 沿岸バス（北海道）公式的Facebook專頁